# Hermann Meinhard Poppen (Drucker)
Hermann Meinhard Poppen (* 9. März 1796 in Aurich; † 24. Februar 1864 in Freiburg im Breisgau) war ein deutscher Buchdrucker und Unternehmer.

## Leben

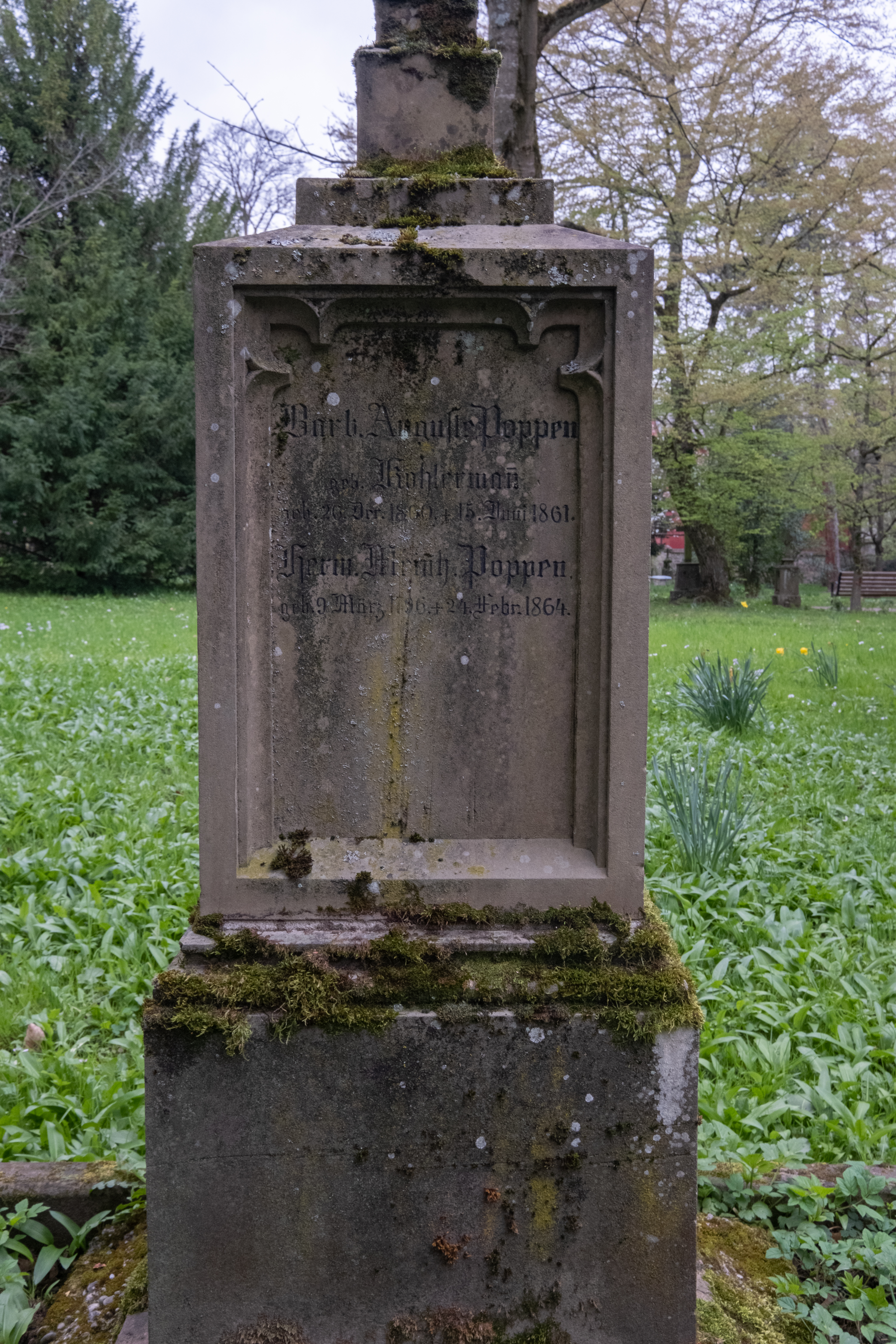
Grabstein auf dem Alten Friedhof in Freiburg

Poppen ging bei der Druckerei Tapper in die Buchdruckerlehre. 1815 wurde er in der Schlacht bei Ligny verwundet. Später war er wieder als Buchdrucker in Heidelberg und ab 1829 in Freiburg tätig.
1846 übernahm er das Unternehmen der Gebrüder Groos und gründete mit seinem Sohn Eduard die Buchdruckerei und den Verlag „H. M. Poppen & Sohn“. 1850 erwarb er in Freiburg das „Haus zum Pfirsichbaum“ als Produktionsstätte. Der Verlag verlegte unter anderem Schriften von Alexander Braun (1849/1850), Theodor Bergk (1854), Julius Neßler (1856), Karl Heinrich Baumgärtner (1857), Ignaz Schwörer (1857), Johann Heinrich Jacob Müller (1858), Alban Stolz (1859) und Jacob Venedey (1864).
1863 erwarb Poppen von der Stadt Freiburg die Verlagsrechte für die Freiburger Zeitung. Nach seinem Tod führte der Sohn Eduard Daniel Poppen (1827–1881) das Unternehmen weiter; 1893 trat Maximilian Gottfried Ortmann, der zuvor eine Druckerei in Würzburg geleitet hatte, in das Unternehmen ein. 1918 wurde es zur Universitätsdruckerei und Verlagsanstalt „Poppen & Ortmann“ umfirmiert.
Poppen wurde 1848 in die Freiburger Freimaurerloge Zur edlen Aussicht aufgenommen.